# Динар Республіки Сербської
Динар Республіки Сербської (серб. Динар Републике Српске) — грошова одиниця Республіки Сербської у 1992—1998 роках.

## Історія
Динар був введений у 1992 році і перебував в обігу паралельно з югославським динаром у співвідношенні 1:1.
Банкноти Народного банку Республіки Сербської Боснії і Герцеговини зразка 1992 року були випущені номіналом 10, 50, 100, 500, 1000, 5000 та 10'000 динарів. Потім були випущені банкноти з аналогічним оформленням зразка 1993 року в 50'000, 100'000, 1 мільйон, 5 мільйонів, 10 мільйонів динарів. У 1993 році були випущені купюри в 50 динарів зразка 1992 року номіналом, зміненим на 50 мільйонів динарів шляхом нанесення надпечатки «МИЛИОНА ДИНАРА».
12 серпня 1992 року було змінено назву банку, який став називатися Народний банк Республіки Сербської. Банкноти з новою назвою банку були випущені у 1993 році із збереженням дизайну банкнот попередніх випусків. Номінали банкнот зразка 1993 року з новою назвою банку: 100 мільйонів, 1 мільярд, 10 мільярдів динарів.
1 жовтня 1993 року була проведена деномінація динара 1'000'000:1, одночасно з деномінацією югославського динара. Почато випуск нової серії банкнот зразка 1993 року. На всіх банкнотах цього випуску був зображений портрет Петара Кочича. Випущені банкноти в 5'000, 50'000, 100'000, 1 мільйон, 5 мільйонів, 100 мільйонів, 500 мільйонів, 10 мільярдів, 50 мільярдів динарів.
24 січня 1994 року в Югославії введений «новий динар», курс якого був прикріплений до німецької марки. «Протоколом про єдність грошового обігу Союзної Республіки Югославія, Республіки Сербської і Республіки Сербська Країна» від 15 лютого 1994 року встановлювалося, що новий динар є їх єдиною грошовою одиницею. Випуск динара Республіки Сербської було припинено.
|                                    |
| 10 нових динарів, 1994. 2-га серія |

У 1998 році відповідно Дейтонським угодам у Республіці Сербській введена в обіг боснійська конвертована марка.
|                             |
| 1 конвертована марка, 1998. |